# إسحاق تيسون
إسحاق تيسون (بالإنجليزية: Isaac Tyson)‏ هو خبير بالمعادن ومهندس أمريكي، ولد في 1792، وتوفي في 1861.